# Návrat starého varana
Návrat starého varana je sbírka povídek českého spisovatele Michala Ajvaze vydaná v roce 1991, 2000 a 2012.

## Charakteristika
Kniha Návrat starého varana zahrnuje celkem 21 povídek. Jedná se o prózy, jež svou magickou atmosférou zpochybňují racionální iluze o poznatelnosti světa. Vypravěčská poloha se v nich střídá mezi morytátem, travestií mýtů a psychologickým thrillerem. Ajvaz v nich reflektuje odlidštěnost přelidněného města, což ukazuje na vyšší plán filozofie dějin. Jako tradičně v Ajvazových dílech se tu objevují pražské reálie, které se zde mísí například s groteskními a nadpřirozenými scenériemi, magickými vizemi či zvířecími postavami, jež hrají v celé knize významnou roli. Některé povídky zde pojednávají totiž o zápasu člověka se zvířetem (například Letní noc, U pavouka), v jiných autor zase přemýšlí nad tím, jak se svět lidí mnohdy až grotesktně podobá světu zvířat (Konec zahrady, Ještěři). Své Já Ajvaz v knize promítá do světa obrazů postav i matném ponětí o idejích. Epické jádro v nich není tím nejvýznamnějším. Ajvazovy textové segmenty připomínají spíše absurdní anekdoty, jimž chybí pointa. Epizody totiž obvykle nemají konec ani začátek. Texty autor psal neplánovaně, pouze tak, jak mu přicházely myšlenky. Dají se zařadit mezi surrealismus i magický realismus.
Nejčastějším motivem knihy jsou již zmíněná zvířata. Dále pak město jako labyrint, okraje města, zápasy, marnost úsilí, skryté vstupy do jiných světů, sochy nebo antikvariáty. Zvířata zde jsou neodbytná, drzá, vlezlá i záludná. Vypravěč se s nimi proto častou pouští do nenásilného zápasu. Ajvaz zvířata ale zároveň nevnímá negativně. Jedná se především o exotická zvířata, zejména mořské živočichy. Autor zvířata charakterizuje jejich srstí nebo šupinami, velikostí, pohybem a způsobem jednání.
Michal Ajvaz v knize  také často cituje nebo naráží na díla slavných filozofů jako jsou Immanuel Kant, Georg Wilhelm Friedrich Hegel, Lao-c’ i fenomenologové. Naráží například na slavný Kantův citát „hvězdné nebe nade mnou a mravní zákon ve mně“:
| „                       | Dvě věci mě plní obdivem a úctou: hvězdné nebe nade mnou a nádherní tygři, kteří se procházejí rozsáhlou soustavou podzemních chodeb pod Prahou. | “ |
| — Návrat starého varana | |   |

V poslední povídce vystoupí intelektuální klokan absolvující nekonečně dlouhý skok na lyžích, který shrnuje schéma většiny povídek z této knihy:
| „                       | Na začátku se vypravěč setká s nějakým podivným zvířetem, pak obvykle dojde k zápasu a na konci se objeví něco beztvarého a neurčitého, v čem se všechno rozplyne, mlha nebo moře, na které se hrdina dívá a prožívá snad přitom nějakou extázi nebo co. Je to pěkná nuda. | “ |
| — Návrat starého varana | |   |

## Děj
Kniha zahrnuje celkem 21 povídek:
- Brouk – objevuje se zde zejména motiv neporozumění. Vypravěč v ní hledá vchod do tajné chodby – cestu za poznáním. Nedokáže se ale vyprostit z chaosu dosavadních snah o poznání. Hledání poznání mu neulehčuje ani labyrint neznámých prostorů. Nezajímá ho časoprostor, ale „nezměřitelná tiše plynoucí řeka bytí se svými proudy a vůněmi“. Mezi zasvěcenci vypravěč předstírá, že také zhlédl mystéria, ale ve skutečnosti jejich rozmluvám vůbec nerozumí. Na konci povídky tajnou chodbu (poznání) však kvůli neodbytnému broukovi stejně nenachází, kvůli čemuž se ocitá zcela na počátku. Přirovnává se proto k mytickému hadu Úroborovi polykajícímu svůj ocas. Povídka Brouk rovněž slouží jako strukturní vzorec dalších epizod knihy.[1]
- Psací stroj – vypravěč při procházce náhodou objeví sousoší zahrabané v poli, které poté vlastnoručně vyhrabe. To Ajvaz poté velmi podrobně popisuje. V zemi najde i telefon, z něhož mluví muž, který chce sousoší zničit. Vypravěč se ho ale zachrání.[3]
- Letní noc – vypravěče po městě pronásleduje obří škeble, a to i poté co vypravěč nastoupí do tramvaje.[3]
- Konec zahrady – vypravěč pozoruje zápasu ženy s varanem. Agresorem je ale překvapivě žena. Varan v povídce poté hraje na violu a vypravěč si prohlíží svou vlastní knihu, jejíž ale není autorem. Písmena z knihy ihned mizí. Náhle se ale vypravěč i žena a varan objevují u přístavního města, ve kterém varan táhne vypravěče ležícího v posteli. Druhý den si vypravěč a varan role prohazují.[3] Ajvaz v této povídce vysvětluje neštěstí filozofie těmito slovy: „Vždycky se na cestách setkáme s nějakou výjimečnou obludou, na kterou se filozofická pravidla nedají aplikovat. Mají pravdu obludy, nebo filozofické zásady?“[1] Zaznívá v ní současně humor a ironie.[4]
- Minulost – vypravěč posedává v kavárně Slavii. Sleduje další hosty a poznává v nich lidi ze své minulosti. Přemýšlí u toho nad minulostí, jež člověka vždy dožene.[3]
- Výtah – žánrově se jedná o popisný náčrt.[1] Vypravěč v něm navštěvuje zchudlého hraběte Lozenského bydlícího v suterénu výzkumného ústavu.[3]
- Hádanky – zvíře podobající se malému levhartovi vypravěči pokládá složité hádanky, na které vypravěč ale nikdy nezná odpověď. Zvíře ho za to trestá kopáním a kousáním.[3]
- Vlna – žánrově se jedná o snovou vizi.[1] Je dlouhá pouze jeden odstavec. Vypravěč v ní srovnává rozbouřené moře a svůj pokoj.[3]
- Chobot – pojednává o absurdním soužití člověka a slona, který hlasitě srká držkovou polévku.[4] Lidé jej kvůli chobotu však podceňují, čímž se mezi nimi prohlubuje propast.[3]
- Automobily – jde matematickou úlohu rozšířenou o hypotézy.[3]
- Medvídě – opět pojednává o absurdním soužití člověka a zvířete.[4] Vypravěč stále nosí medvídě v batohu na zádech, který je však příliš těžký a vypravěč by se ho rád zbavil.[3]
- Sochař – vypravěč je sochař, jenž zpracovává ztuhlou lávu vytékající do bazénku ve svém domě u skály.[3] Lidé ho ale ocejchují jako nezodpovědného opěvovatele chaosu.[1]
- U Pavouka – mladík ve vinárně U Pavouka bojuje se šupinatou nestvůrou. Vypravěč mu přispěchá na pomoc a sám s nestvůrou zápasí.[3]
- Kapitoly – experimentální povídka složená pouze s názvů kapitol neznámé knihy.[1]
- Nic – vypravěč pochybuje, jestli má svůj vlastní názor.[3]

| „                       | Všichni mají nějaké názory, jaká je to otrava. Scházejí se a vyměňují si názory jako divoši barevná sklíčka. Házejí je po sobě. Jedí je ke svačině. Večeřím v Klášterní vinárně, u vedlejšího stolu sedí veliké a nesmírně chlupaté zvíře a soustředěně žere talíře a příbory. Pán, který sedí vedle mne s mladou dívkou, je z toho nervózní, říká pohoršeně: „Podle mého názoru by mu to měl někdo zatrhnout.“ Zvíře se k pánovi ani neotočí a zahuhňá s plnou tlamou, v níž chrastí střepy sklenice: „Podle mého názoru, když se ve svém věku pokoušíte svádět mladou dívku, měl byste si opatřit méně nevkusnou kravatu. | “ |
| — Návrat starého varana | |   |

- Ještěři – celá Praha je plná ještěrů, což nikomu kromě vypravěče nepřijde zvláštní.[3]

| „                       | Mám smůlu. Skoro vždycky, když jdu do divadla, hrají ještěři. Nikdy jsem proti ještěrům nic neměl, ačkoliv se mnoha lidem oškliví, ale přesto si nemohu zvyknout, když ještěři hrají Naše furianty nebo Noru, nebo zpívají Prodanou nevěstu a na šťastném konci se ještěr Jeník s ještěrem Mařenkou nemotorně hubičkují dlouhými tlamami. | “ |
| — Návrat starého varana | |   |

- Čekání na telefon – vypravěč dvě hodiny čeká na uvolnění telefonní budky, která je obsazena mořským koníkem a kvůli tomu plná vody. Text tvoří rozjímání netrpělivého vypravěče.[3]
- Lano – vypravěč šplhá po laně na vysokou skálu, na které se nachází Praha.[3]
- Teorie stříbrného vozu – nejlépe ji vystihuje úryvek:

| „                       | Teorie stříbrného vozu se zrodila z nejistých vln gest, ze setkání s tajemnou duší prostorů, z tichého uzrávání odpovědí z nezodpovězených otázek v ulicích a na nábřežích: vrátila se zase ke svému počátku. | “ |
| — Návrat starého varana | |   |

- Koncert – autor v ní k pojmenování podstatných dimenzí bytí používá hudbu a výtvarné umění.[1] Vypravěč hraje na klavír a nervózně se připravuje na svůj důležitý koncert. Klávesy jsou při něm však jako z vosku a vypravěči se roztékají pod prsty.[3]
- Moře – vypravěč absolvuje nekonečně dlouhý skok na lyžích. Přidává se k němu intelektuálně založený klokan, jenž s ním přemítá o zbylých Ajvazových povídkách.[3]

## Vydání
Poprvé sbírka povídek Návrat starého varana vyšla v nakladatelství Mladá fronta v roce 1991 s ilustracemi Františka Skály. Podruhé v roce 2000 v nakladatelství Alois Hynek, a to společně s Ajvazovou básnickou sbírkou Vražda v hotelu Intercontinental. Potřetí o 12 let později v nakladatelství Druhé město opět spolu s básnickou sbírkou Vražda v hotelu Intercontinental pod názvem Vražda starého varana. Kniha Návrat starého varana byla rovněž přeložena do několika jiných jazyků, včetně nizozemštiny (De kever), němčiny (Die Rückkehr des alten Warans) a polštiny (Moderstwo w hotelu Intercontinental. Powrót starego warana. Inne miasto).